# Thomas Addison
Thomas Addison, född 11 april 1793 i Long Benton, död 29 juni 1860 i Brighton, var en engelsk läkare.
Han var professor vid Guy's Hospital i London och är mest berömd genom den efter honom benämnda sjukdomen Addisons sjukdom, som han först beskrev i en skrift utgiven 1855. Hans samlade arbeten utgavs 1868 av New Sydenham Society.
Thomas Addison föddes i april 1793 i Long Benton, Northumberland, nära Newcastle i Storbritannien. Han var son till Sarah och Joseph Addison, en speceri- och mjölhandlare. Han gick i den lokala byskolan och började sedan i Royal Free Grammar skolan i Newcastle. Han hade under skoltiden lärt sig latin så bra att han gjorde noteringar i latin och talade det flytande. Thomas pappa ville att han skulle bli advokat, men han började istället på Edinburghs Universitet 1812 som medicinstudent. 1815 tog han emot förstagraden som doktor i medicin. 
Thomas flyttade från Edinburgh till London samma år och blev huskirurg vid Lock's hospital. Tack vare lärararna, blev Thomas fascinerad av sjukdomar på huden. Detta intresse som skulle följa honom resten av livet ledde honom till att vara den första att beskriva ändringarna i huden, den hudförändring som idag är typisk för vad som numera heter addisons sjukdom. 
Thomas Addisons minnesvärda karriär som läkare och vetenskapsman är vanligtvis daterad till 1817. Addison blev vidarebefordrad till assisterande läkare den 14 januari 1824 och 1827 blev han utnämnd att föreläsa i ämnet homeopati. 1835 blev Addison inbjuden att föreläsa tillsammans med Richard Bright i praktisk medicin, och 1837 var han färdigutbildad läkare och började arbeta på Guy's sjukhus. När Bright pensionerades från lektoratet år 1840 blev Addison ensam föreläsare. Detta gjorde han ensam fram till omkring 1854-55. På den tiden, när medicinstuderande betalade egna avgifter för vissa kurser och föreläsningar, sökte de oftast efter de duktigaste lärarna. Addison var en duktig föreläsare och därför kom det många medicinstuderande till hans föreläsningar. Thomas var den första som beskrev sjukdomen hos människa som ett syndrom associerat till nedsatt funktion hos binjurarna (1855). Vid den tiden fanns ingen behandling att tillgå och den som utvecklade sjukdomen avled. 
Addison är idag känd för att beskriva en anmärkningsvärt bred uppsättning av sjukdomar. Hans namn förekommer ofta i medicinska sammanhang. Thomas Addison led av många depressioner och det var en av anledningarna till att han gick i pension 1860. Tre månader senare begick Thomas självmord, närmare bestämt den 29 juni 1860 i Brighton.